# 常陸那珂火力発電所
常陸那珂火力発電所（ひたちなかかりょくはつでんしょ）は、茨城県那珂郡東海村照沼字渚768-23にあるJERAの石炭火力発電所。構内に株式会社常陸那珂ジェネレーション（JERA子会社）が設置した常陸那珂共同火力発電所（石炭火力発電所）が立地しており、本項で併せて記述する。

## 概要
埋蔵量が少なく価格変動の大きい石油に代わり、埋蔵量が多く安定した供給が可能な石炭を燃料にした石炭火力発電所として、2003年12月に1号機が、2013年12月18日に2号機が運転を開始した。
当初、開発主体は1号機が東京電力、2号機が電源開発であったが、2号機の事業主体も東京電力に変更された（電力需要の低迷により供給時期が繰り延べされたため、投資回収時期が不透明になることで、民営化を控えた電源開発が財務上のリスクを嫌気したため）。
3号機以降の増設計画では、東京電力が実施した2012年度電力卸供給入札募集に対し、中部電力と東京電力が共同で応札し、落札者となったことから、発電所の建設・運転・保守を主たる事業とする共同出資会社として2013年12月に設立された株式会社常陸那珂ジェネレーションが当発電所構内に常陸那珂共同火力発電所1号機として計画し、2017年に着工した。
1号機と2号機は、2016年4月以来、東京電力ホールディングス子会社の東京電力フュエル&パワーが所有・運用してきたが、2019年4月、JERAに移管された。
2021年1月8日、株式会社常陸那珂ジェネレーションの常陸那珂共同火力発電所1号機が営業運転を開始した。2021年時点では、同社はJERAの100%子会社（孫会社）である。

## 発電設備
- 総出力：200万kW（2016年4月1日現在）[7]
- 敷地面積：約120万m2
- 発電方式：汽力発電方式

1号機
定格出力：100万kW
使用燃料：石炭
蒸気条件：超々臨界圧（Ultra Super Critical）
熱効率：45.2%（低位発熱量基準）
営業運転開始：2003年12月12日
2号機
定格出力：100万kW
使用燃料：石炭
蒸気条件：超々臨界圧（USC）
熱効率：45.2%（低位発熱量基準）
営業運転開始：2013年12月18日
常陸那珂共同火力発電所1号機
定格出力：65万kW
使用燃料：石炭
蒸気条件：超々臨界圧（USC）
営業運転開始：2021年1月8日

## 廃止された発電設備

### 緊急設置電源
2011年3月11日の東北地方太平洋沖地震と津波により複数の発電施設が被災し、電力供給力が大幅に低下したため、緊急設置電源が新設された。
電力需給が逼迫した際に稼働していたが、被災火力発電所の復旧等により、2012年3月31日に全て廃止された。
- 総出力：25万3,230kW（全設備完成当時）

1号ガスタービン（緊急設置電源）（廃止）
発電方式：ガスタービン発電方式
定格出力：2万5,700kW　（リース）
使用燃料：軽油
熱効率：34.0%（低位発熱量基準）
営業運転期間：2011年7月19日 - 2012年3月31日
2号ガスタービン（緊急設置電源）（廃止）
発電方式：ガスタービン発電方式
定格出力：2万5,700kW　（リース）
使用燃料：軽油
熱効率：34.0%（低位発熱量基準）
営業運転期間：2011年7月19日 - 2012年3月31日
1号ディーゼル～183号ディーゼル（緊急設置電源）（廃止）
発電方式：ディーゼル発電方式（内燃力発電）
定格出力
　1,500kW × 64台　（リース）　※1～64号
　1,030kW × 26台　（リース）　※65～90号
　　850kW × 93台　（リース）　※91～183号
使用燃料：軽油
熱効率
　33.8%（低位発熱量基準）　※1～64号
　35.8%（低位発熱量基準）　※65～90号
　35.1%（低位発熱量基準）　※91～183号
営業運転期間
　1～64号：2011年7月29日 - 2012年3月31日
　65～183号：2011年7月28日 - 2012年3月31日

## 東北地方太平洋沖地震による被害
2011年3月11日に発生した東北地方太平洋沖地震により被災。当時 煙突で作業中だった作業員9人の足場が崩れ、うち4人が転落して死亡した。5人はヘリコプターで救出された。
また、当時運転中だった1号機が停止した。
同年5月15日に1号機は運転を再開したが 、当初は石炭をボイラーに供給する設備が復旧しておらず出力は4割ほどであった。

## 発電所としての特徴
- 1号機は東京電力所有の石炭専焼火力としては30年ぶりとなるほか、国内最大規模の100万kWであり、主蒸気温度および再熱蒸気温度600℃、主蒸気圧力24.5MPaとした超々臨界圧のボイラーおよび蒸気タービンを採用し、石炭火力としては最高水準となる熱効率43%（高位発熱量基準）を実現した[1]。
- 従来、石炭火力は煙突よりばい煙を噴出し公害をイメージするものとして描かれる事が多かったが、集塵装置を始めとする「硫黄酸化物・窒素酸化物・ばい煙」の防止対策、貯炭場への散水・遮風フェンスの設置による粉塵飛散防止対策を行い、周囲の環境保全をはかっている。
- 敷地内にはビオトープ緑地や運動施設及び釣り場などが設けられ、予約をすれば誰でも利用が可能となっている（東北地方太平洋沖地震の影響により、閉鎖中）。

## アクセス
- タクシー
  - 勝田駅東口より約20分
  - 東海駅東口より約20分